# Shake It Up: I Love Dance
Shake It Up: I heart Dance (stilizzato anche come Shake It Up: Iove Dance) è la terza colonna sonora per la terza stagione di A tutto ritmo (Shake It Up), che serve come base delle coreografie di Bella Thorne & Zendaya  durante questa stagione.

## Tracce CD
1. Contagious Love (Zendaya & Bella Thorne)
2. This Is My Dance Floor (Bella Thorne & Zendaya)
3. Beat of My Drum (Zendaya)
4. Blow the System (Bella Thorne)
5. Afterparty (Roshon Fegan & Caroline Sunshine)
6. Holla at the DJ (The DJ Mike D Remix) (Coco Jones)
7. These Boots Are Made for Walkin' (Olivia Holt)
8. Sharp as a Razor (McClain Sisters)
9. Future Sounds Like Us (Dove Cameron)
10. I Can Do Better (Young L.A.)
11. Shake It Up (Cole Plante Reboot Remix) (Selena Gomez)
12. We're Dancing" (Alex Ghenea 3.0 Remix) (Bridgit Mendler)